# Kościół św. Józefa Oblubieńca i klasztor Karmelitanek Bosych w Wilnie

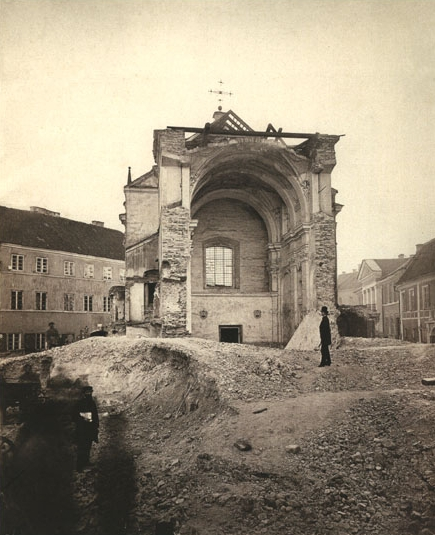
Kościół św. Józefa w 1877 w trakcie wyburzania, autor Józef Czechowicz

Kościół św. Józefa Oblubieńca i klasztor Karmelitanek Bosych w Wilnie – nieistniejący kościół Wilna.

## Historia
Starania o wzniesienie kościoła i klasztoru dla sióstr karmelitanek bosych podjęli podskarbi wielki litewski Stefan Pac i jego małżonka Anna Marcybella (Marcyjanella) z Rudominów-Dusiatskich w roku 1635. Rok później biskup wileński Abraham Woyna udzielił zgody na budowę a w 1637 papież Urban VIII wydał breve fundacyjne. Po kilku miesiącach wykupiono dla potrzeb klasztoru kilka kamienic w mieście. W listopadzie 1638 do Wilna przybyły z Lublina pierwsze zakonnice, m.in. Felicjanna Tyszkiewicz (Katarzyna od Chrystusa Pana). Budowa kościoła ruszyła w 1638 a wsparli ja finansowo Pacowie, darowując 10000 złotych i Wiesiołowscy, ofiarowując kolejne 20000 złotych.
W latach 1646–1649 wzniesiono również klasztor. Całe założenie powstało na południowych obrzeżach Wilna w pobliżu Baszty Okrągłej. Trwającą budowę kościoła przerwał najazd moskiewski i okupacja Wilna. Siostry karmelitanki opuściły miasto i powróciły dopiero w 1667. Budowa kościoła została wznowiona. W czerwcu 1692 biskup wileński Konstanty Kazimierz Brzostowski poświęcił kościół dedykowany św. Józefowi Oblubieńcowi i św. Teresie z Ávili, patronce i reformatorce karmelitanek.
W 1772, w chwili pierwszego rozbioru Polski, w klasztorze żyło 15 sióstr.
W ramach niszczenia struktur kościoła katolickiego na Litwie po stłumionym powstaniu styczniowym władze rosyjskie zarządziły w lutym 1865 kasatę klasztoru sióstr karmelitanek. Część zakonnic przeniosła się do wileńskich benedyktynek a część wyjechała do Krakowa, na Wesołą. Opuszczone zabudowania zostały wyburzone w latach 1876-1878 a na ich miejscu urządzono plac targowy, nazwany z czasem Bosaczki, na pamiątkę po karmelitankach bosych.
Obecnie w tym miejscu znajduje się skwer.

## Architektura
Kościół św. Józefa był budowlą jednonawową z transeptem, prawdopodobnie na planie krzyża łacińskiego; na skrzyżowaniu nawy i transeptu została umieszczona niewielka, barokowa pseudokopuła. Elewacja, bogata i dobrze skomponowana, została obwiedziona pilastrami w porządku toskańskim i zwieńczona szczytem z gzymsami i wolutami. Portyk został flankowany półkolumnami połączonymi łukowatym gzymsem.
Wewnątrz kościoła umieszczono pięć ołtarzy, w tym ołtarz główny z obrazem patrona świątyni, św. Józefa Oblubieńca. W niszach nawy umieszczono posągi św. Apostołów Piotra i Pawła.
Na podstawie zachowanych rysunków i nielicznych, XIX-wiecznych fotografii można wysnuć wniosek że kościół był zbudowany w stylu dojrzałego baroku i przypominał pobliskie kościoły św. Teresy (również ufundowany przez Paca w tym samym czasie) i Wszystkich Świętych.